# La Balme-les-Grottes
La Balme-les-Grottes este o comună în departamentul Isère din sud-estul Franței. În 2009 avea o populație de 909 de locuitori.

## Evoluția populației
| An        | 1975 | 1982 | 1990 | 1999 | 2006 | 2009 |
| --------- | ---- | ---- | ---- | ---- | ---- | ---- |
| Populație | 438  | 531  | 588  | 675  | 814  | 909  |